# Michel Gugenheim
Michel Gugenheim (geb. am 27. März 1950 in Paris) ist ein französischer Rabbiner und ist seit 2012 der Großrabbiner von Paris.

## Leben
Michel Gugenheim ist eines von sechs Kindern des Großrabbiners Ernest Gugenheim und der Claude-Annie Dalsace.
Er besuchte das jüdische Gymnasium École Yabné, wo auch sein Vater unterrichtete. Nach seinem Baccalauréat begann er das Talmudstudium und studierte von 1967 bis 1973 an der Yeshiva von Be’er Ja’akow unter der Leitung der Rab Moshe Shmuel Shapiro und Rab Shlomo Wolbe. In den Jahren 1973/74 setzte er das Talmudstudium an der Brisk-Yeshiva in Jerusalem unter der Leitung von Rab Joseph Ber Soloveitchik fort, während er 1974 bis 1976 an der Yeshiva von Rab Ytshak Hutner in Jerusalem studierte.
1977 kehrte er nach Paris zurück, um während der Erkrankung seines Vaters den Talmud und rabbinisches Recht an der Ecole Rabbinique de France zu unterrichten. Nach dessen Tod im März 1977 setzte er sein Studium fort und machte 1979 seinen Abschluss an der Rabbinerschule.
1982 erlangte er das französische Hochschuldiplom (DEA) in Hebräischen Studien.
Ab 1978 war Gugenheim ordentliches Mitgklied des Rabbinatsgerichts Beth Din und war Rabbiner der Synagoge Mishkenot Israel im 19. Arrondissement in Paris. 1992 wurde er Direktor des Séminaire israélite de France in Paris.
Am 28. März 2012 wurde er zum Großrabbiner von Paris ernannt. Nach dem Rücktritt von Gilles Bernheim war er vom 11. April 2013 bis zum 22. Juni 2014 auch interimsweise Großrabbiner von Frankreich.